# Rothschildia nigrescens
Rothschildia nigrescens är en fjärilsart som beskrevs av Rothschild 1907. Rothschildia nigrescens ingår i släktet Rothschildia och familjen påfågelsspinnare. Inga underarter finns listade.